# Nachkomme
Nachkomme, auch Nachfahr(e), Abkömmling oder Deszendent, bezeichnet in der Biologie ein Individuum, das bei der Fortpflanzung von Lebewesen entsteht – bei Menschen ein Kind oder dessen Kind(eskind).
Fachsprachlich wird die Nachkommenschaft als Deszendenz bezeichnet (lateinisch „absteigend, nachkommend“) – ihr Gegenteil ist die Aszendenz („aufsteigend, vorgehend“): die Vorfahrenschaft eines Individuums. Im Unterschied zu den biologischen Abstammungslinien eines Nachkommen haben menschliche Gesellschaften unterschiedliche kulturelle Abstammungsregeln, die festlegen, ob ein Kind als Nachkomme von Mutter und Vater gesehen wird, oder ob nur die väterseitige oder die mütterseitige Abstammung zählt.
Im europäischen Kulturraum gilt die Abstammungsregel von beiden Elternteilen (kognatisch-bilateral), wie in den meisten hochindustrialisierten Gesellschaften; dieser Regel folgen auch etwa 30 % der weltweit 1300 Ethnien und indigenen Völker. Daneben gibt es rechtliche Formen der Nachkommenschaft, beispielsweise die Adoption einer Person „an Kindes statt“,  eine Vaterschaftsanerkennung oder eine Geburt nach fremder Eizellspende.
Im deutschen Erbrecht bilden die Nachkommen einer verstorbenen Person (die Leibeserben) die sogenannte „1. Ordnung“ der gesetzlichen Erbfolge, wenn keine letztwillige Verfügung hinterlassen wurde (Testament oder Erbvertrag).
In der Genealogie (Familiengeschichtsforschung) wird die Nachkommenschaft einer Person in einer Nachkommenliste oder Nachkommentafel dargestellt: Den Kindern folgen die Enkel, Urenkel, Ururenkel und so weiter absteigend (siehe Generationsbezeichnungen). Das Guinness-Buch der Rekorde verzeichnet sieben lebende Generationen einer geraden Linie, im Jahre 2013 wurden sechs nachgewiesen: Eine 86-jährige Kanadierin erlebte die Geburt ihres leiblichen Urururenkels, dessen Urururgroßmutter sie ist.